# Gaétan Soucy
Gaétan Soucy (21. října 1958 – 9. července 2013) byl kanadský spisovatel, představitel magického realismu.

## Život
Studoval fyziku, japonštinu a filozofii.

## Dílo
- L'Immaculée conception, 1994, novela
- L'Acquittement 1997, román. Kritici o jeho druhém románu tvrdí, že měl být zkouškou autorových jazykových dovedností.
- La petite fille qui aimait trop les allumettes (O holčičce, co si ráda hrála se sirkami) 2000, román, který byl zatím nejúspěšnějším autorovým dílem. Byl přeložen do více než deseti jazyků (včetně češtiny a čínštiny) a Soucy se stal známým frankofonním spisovatelem.

### České vydání
- O holčičce, co si ráda hrála se sirkami, překlad Kateřina Vinšová, Praha, Academia, 2003, ISBN 80-200-1155-2
- Seznam děl v Souborném katalogu ČR, jejichž autorem nebo tématem je Gaétan Soucy